# Giorno della Costituzione danese
Il giorno della Costituzione danese (o Festa della Costituzione: in danese Grundlovsdag) é una festa nazionale della Danimarca.
La ricorrenza nazionale si celebra il 5 giugno e commemora l'anniversario della firma della Costituzione della Danimarca del 1849 da parte di re Federico VII di Danimarca, che ha segnato il passaggio da una monarchia assoluta a  una monarchia costituzionale.
In questo particolare giorno si svolgono, in genere, tradizionalmente riunioni e incontri politici, spesso rimarcando i valori della Costituzione stessa e il suo modello stesso di governo.
Il 5 giugno in Danimarca è anche la festa del papà.